# Dzong Zhongar

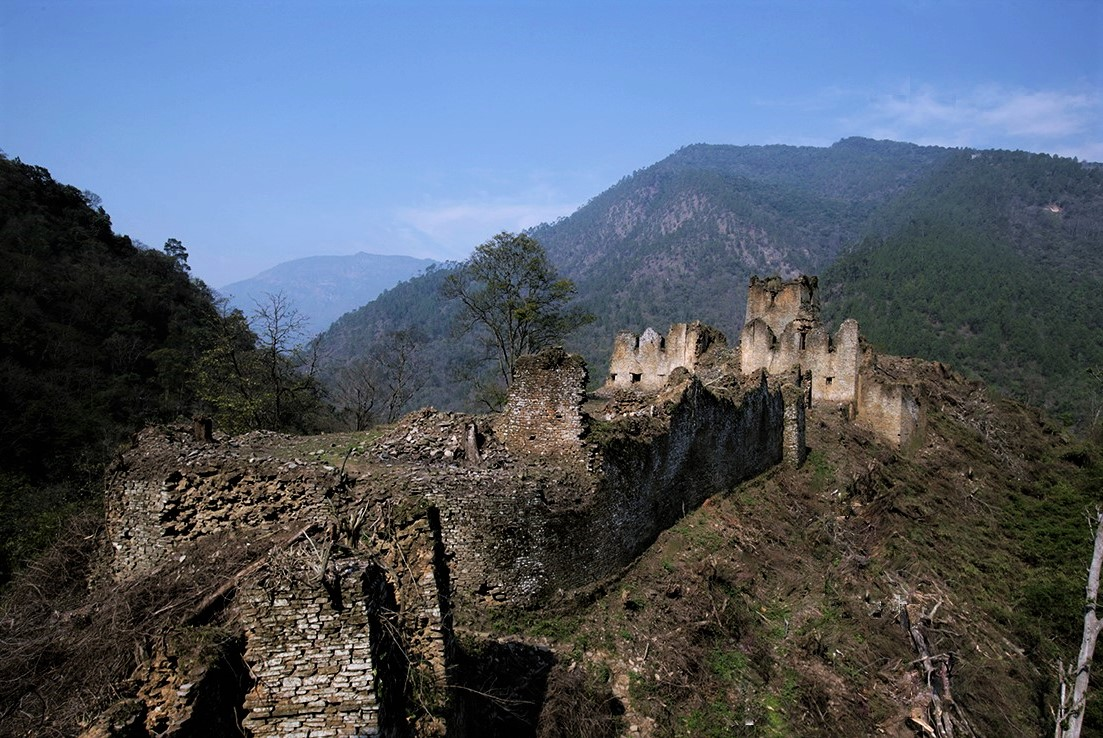
Vista de las ruinas del dzong Zhongar.

El dzong Zhongar, actualmente en ruinas, fue una fortaleza-monasterio budista (dzong) ubicada entre las aldeas de Lingmithang y Thidangbi en el distrito de Mongar, al este de Bután. Construido en el siglo XVII con piedra blanca extraída del cercano río Kuri Chhu, el dzong una vez se extendió por 1,6 hectáreas de tierra y fue una de las fortalezas más grandes del país. Debido a su tamaño y material de construcción, el dzong llegó a ser conocido como Zhongkar, "cuenco blanco" (zhong significa cuenco y kar blanco).

## Historia
En ausencia de un registro escrito, la historia sobre el dzong solo puede reconstruirse a través de fuentes orales, que también son escasas. La gente local cree que Gyalpo Karpodhungin visitó a su arquitecto jefe en Paro, llamado Zow Balip (también conocido como Bala). La evidencia de su viaje a Zhongar se puede encontrar en varios lugares entre Ura y la fortaleza. Al llegar, Balip hizo un reconocimiento visual del lugar. Según los informes, vio un cuenco de piedra blanca en una pequeña colina y decidió construir un nuevo dzong en ella. Tras su construcción, un gobernador local comenzó a preocuparse de que el arquitecto pudiera construir otra fortaleza de mayor asombro. Entonces, en la víspera del viaje de regreso a Paro, el gobernador le cortó la mano derecha. En consecuencia, Balip maldijo al perpetrador y al dzong.
A finales del siglo XVIII, la fortaleza fue gravemente dañada a causa de un incendio, y posteriormente fue prácticamente destruida por un terremoto. En el año 2018, los líderes locales demandaron la restauración del dzong con fines culturales y turísticos, argumentando que el único lugar turístico del distrito es Aja Ney.

## Arquitectura
El dzong, con una superficie de 1,6 hectáreas, fue uno de los más grandes del país en su momento. Destacaba su patio amplio, que permitía albergar un campo de tiro con arco. Constaba de cuatro estructuras principales:
- Dratuel dzong al este.
- Chhudzong Tsenkhar al sur.
- Bjachung Ta dzong al oeste.
- Dhumrey Sipki dzong al norte.